# Teodora, cesarzowa bizantyjska
Teodora, cesarzowa bizantyjska (wł. Teodora, imperatrice di Bisanzio) – włosko-francuski film historyczny z 1954 roku w reżyserii Riccardo Fredy.

## Zarys fabuły
Film jest luźno związany z historią cesarzowej bizantyńskiej Teodory. 

## Obsada
- Irene Papas - Faidia
- Gianna Maria Canale - Teodora
- Nerio Bernardi - Belizariusz
- Henri Guisol - Jan z Kapadocji
- Georges Marchal - Justynian
- Olga Solbelli - Egina
- Alessandro Fersen - Metropolita
- Renato Baldini - Arkas
- Oscar Andriani
- Carlo Sposito - Scarpios
- Roger Pigaut - Andreas
- Umberto Silvestri - Kat
- Loris Gizzi - Smirnos
- Armando Annuale (niewymieniony w czołówce)
- Mario Siletti - dygnitarz
- Giovanni Fagioli - dworski urzędnik